# Tomáš Zíb
Tomáš Zíb (Písek, 31 de enero de 1976) es un exjugador profesional de tenis checo. Sus mejores posiciones en el ranking mundial fueron de Nº51 en sencillos y Nº65 en dobles. Ha representado a la República Checa en Copa Davis, con un récord de 2-4 en sencillos y 0-1 en dobles.

## Títulos

### Clasificación en torneos del Grand Slam
| Torneo          | 2008 | 2007 | 2006 | 2005 | 2004 | 2003 | 2003 | 2000 | 1999 | Títulos |
| --------------- | ---- | ---- | ---- | ---- | ---- | ---- | ---- | ---- | ---- | ------- |
| Australian Open | -    | -    | 1r   | 2r   | -    | -    | 1r   | -    | 0    |         |
| Roland Garros   | -    | -    | 1r   | 1r   | -    | -    | 1r   | -    | 0    |         |
| Wimbledon       | -    | 2r   | 2r   | 2r   | -    | 1r   | 1r   | -    | 0    |         |
| US Open         | 1r   | -    | -    | 1r   | 1r   | -    | -    | 1r   | 0    |         |

### Dobles
| Leyenda                |
| Grand Slam (0)         |
| Tennis Masters Cup (0) |
| ATP Masters Series (0) |
| ATP Tour (1)           |

| N.º | Fecha | Torneo   | Superficie    | Pareja      | Oponentes en la final     | Resultado |
| --- | ----- | -------- | ------------- | ----------- | ------------------------- | --------- |
| 1.  | 2006  | Valencia | Tierra batida | David Škoch | Lukáš Dlouhý Pavel Vízner | 6-4 6-3   |

### Finalista en dobles
- 2005: Acapulco (junto a Jiri Vanek pierden ante David Ferrer y Santiago Ventura)